# Dayton
Dayton je město na jihozápadě státu Ohio v okresu Montgomery County (severně od aglomerace Cincinnati) a má 140 407 obyvatel (2019), celá metropolitní aglomerace Daytonu k roku 2019 čítala 803 416 obyvatel. Byl založen 1. dubna 1796.

## Historie

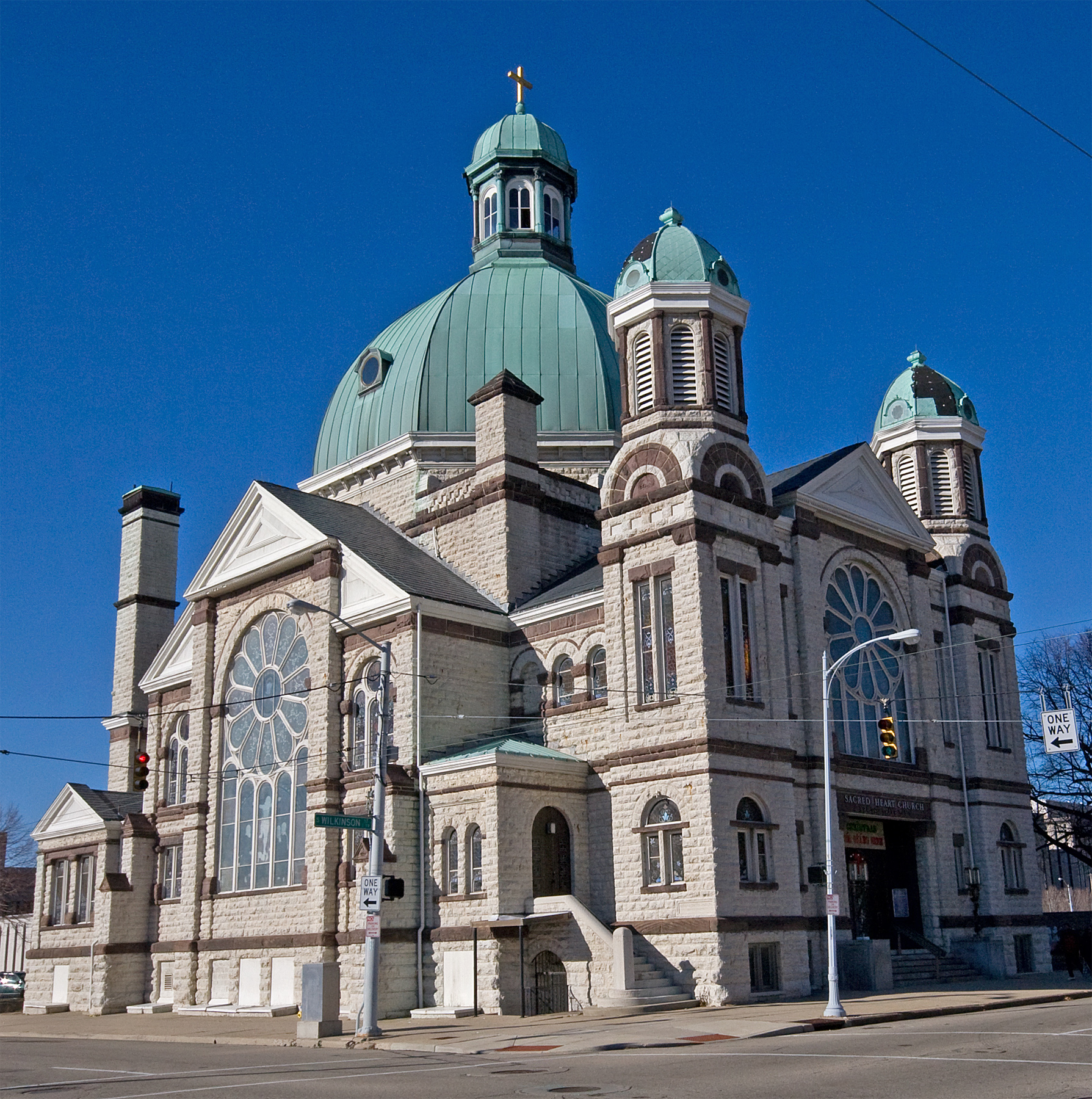
Katolický kostel Srdce Ježíšova (1890)

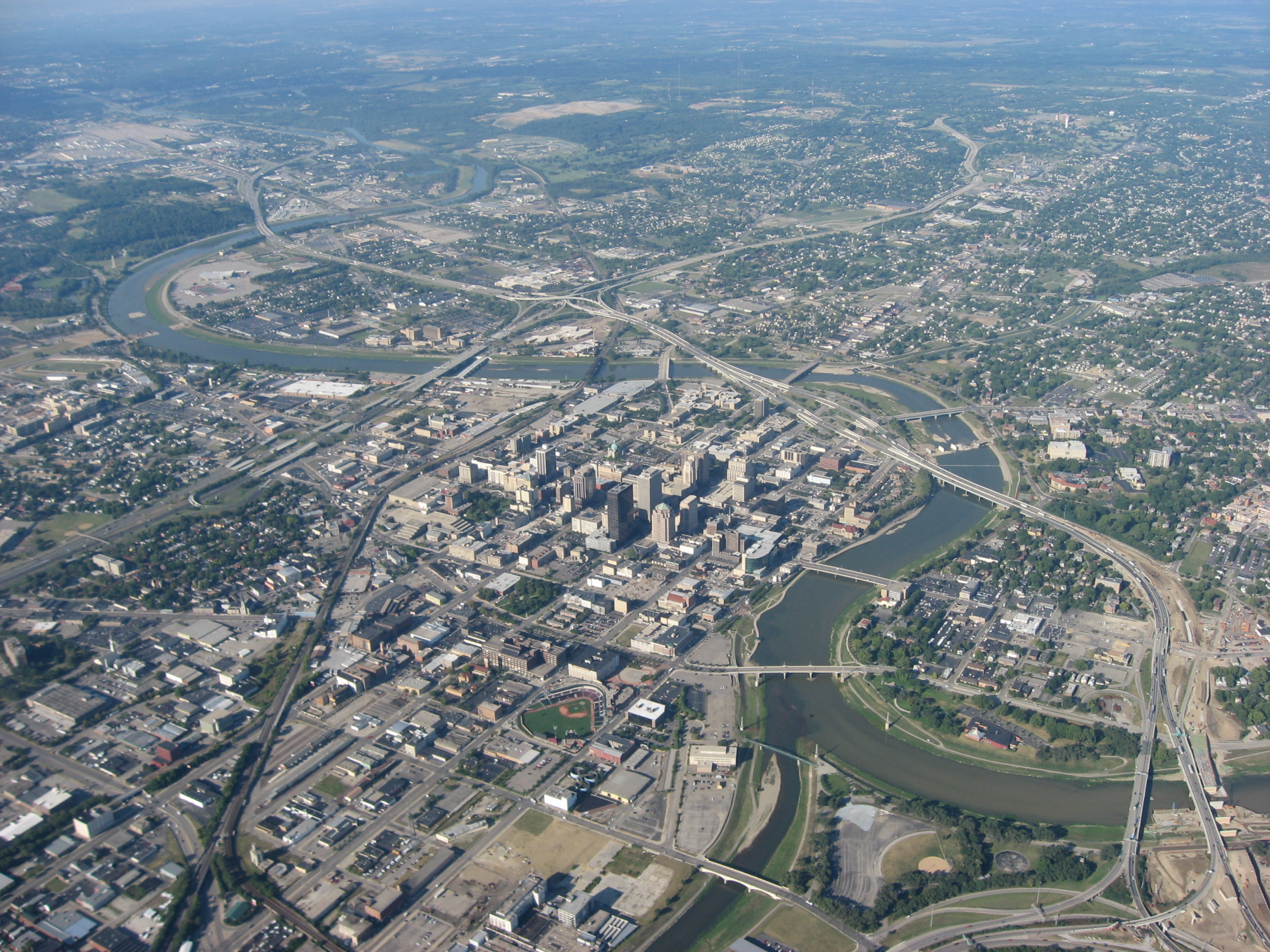
Letecky pohled na střed města

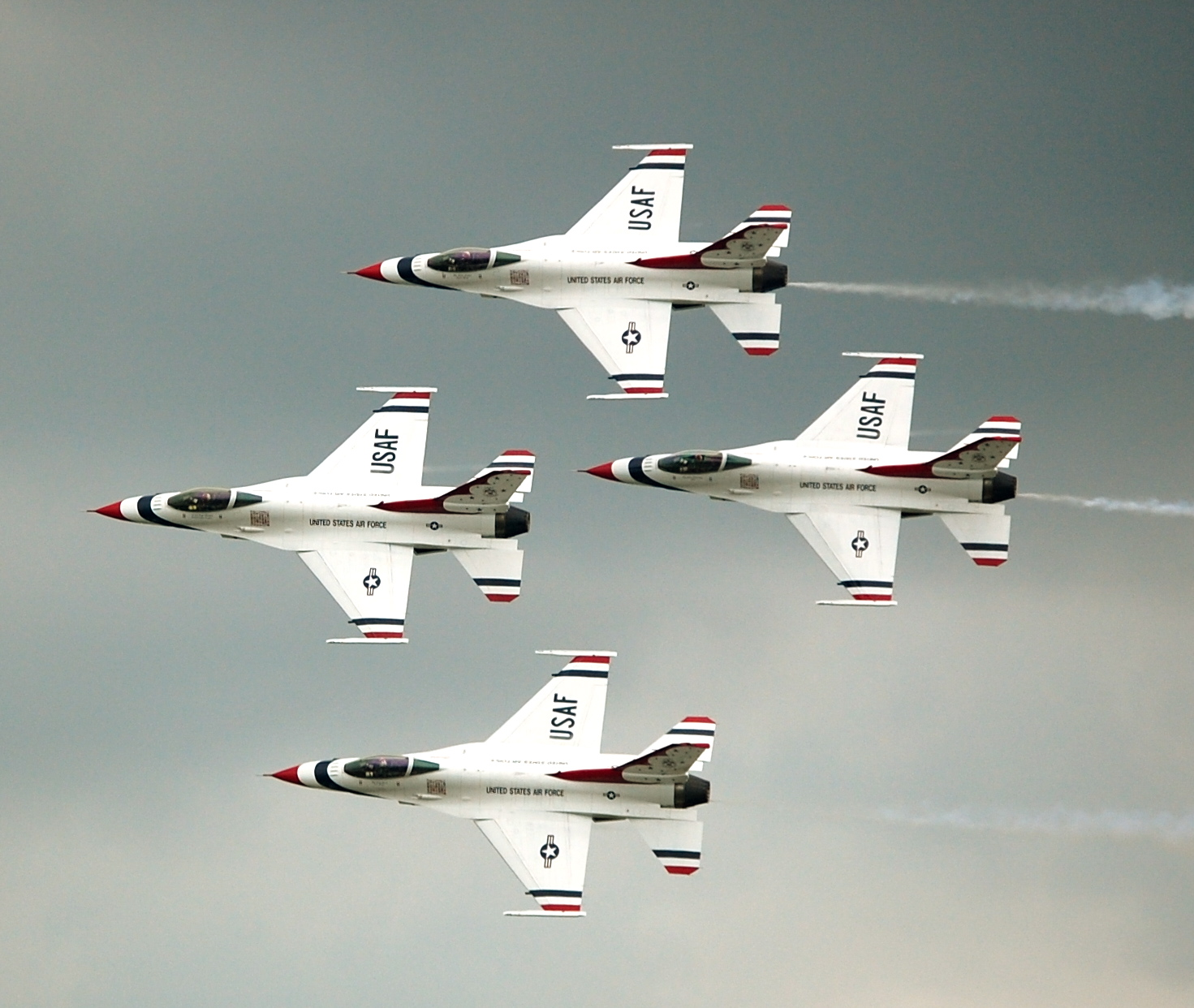
Letka Thunderbirds při Daytonské přehlídce (2009)

Dayton založila 1. dubna 1796 skupina 12 osadníků známá jako Thompsonova strana. Přicestovali lodí ze Cincinnati po řece Great Miami River a přistáli v dnešní ulici St. Clair, kde našli dva malé tábory domorodých Američanů. jeden z osadníků, Benjamin Van Cleve o tom napsal knihu. Ohio bylo přijato do Unie v roce 1803, osada Dayton jako samosprávná obec založena v roce 1805 městem prohlášena v roce 1841. Název dostalo po Jonathanovi Daytonovi, kapitánovi armády, který podepsal ústavu USA a byl největším vlastníkem půdy v oblasti. V roce 1827 byla zahájena stavba kanálu Dayton – Cincinnati, lodní obchodní spojení významně přispělo k ekonomickému růstu Daytonu během 19. století.
Na rozvoj městské architektury měla zásadní vliv destrukce historické dřevěné zástavby při ničivé povodni v březnu 1913, po které se rozvinula výstavba výškových objektů s železobetonovou konstrukcí. Přetrvaly kamenné stavby kostelů dvanácti církví a židovské synagogy.        
Byla zde také vyjednána tzv. Daytonská dohoda, která v roce 1995 ukončila bosenskou válku.

## Hospodářství
Dayton je znám především jako místo technických vynálezů a inovací v oblasti průmyslu, letectví a  inženýrství. Výzkumné a vývojové středisko zde má Wrightových–Pattersonova letecká základna armády Spojených států amerických.

## Slavní rodáci
- Jonathan Winters (1925–2013), americký herec a komik[1]
- Charles Bassett (1931–1966), americký vojenský letec, testovací pilot[2]
- Martin Sheen (* 1940), americký herec[3]
- Keith Kellogg (* 1944), americký diplomat, voják, vyslanec pro Ukrajinu
- Edwin Moses (* 1955), bývalý americký atlet, dvojnásobný olympijský vítěz a dvojnásobný mistr světa v běhu na 400 metrů překážek[4]
- Nancy Cartwrightová (* 1957), americká herečka a dabérka[5]
- Kim Deal (* 1961), americká zpěvačka, baskytaristka, hudební skladatelka[6]
- Luke Grimes (* 1984), americký herec[7]
- Charles Michael Davis (* 1984), americký herec a model[8]

## Partnerská města
- Augsburg, Německo
- Bělehrad, Srbsko
- Cholon, Izrael
- Monrovia, Libérie
- Oiso, Japonsko
- Sarajevo, Bosna a Hercegovina